# Milenec (román)
Milenec (ve francouzském originále L'Amant) je francouzský autobiografický román Marguerite Duras vydaný v roce 1984 v nakladatelství De minuit. Ještě tentýž rok byl oceněn cenou Goncourt a v roce 1986 obdržel cenu Ritz-Paris-Hemingway pro román vydaný v anglickém jazyce.
Marguerite Duras  vzpomíná na  své dětství a dospívání ve francouzské Indočíně. Tento příběh je poznamenán dvěma důležitými událostmi: Plavbou mladé dívky po Mekongu na cestě do Saigonu, kde se nachází její škola a také jejími zážitky v tomto městě.
Během svého pobytu se dívka zamiluje do bohatého čínského mladíka a prožívá svou první lásku. Tento příběh se prolíná se složitým vztahem, který měla autorka se svou matkou a se svým starším, matkou preferovaným bratrem. Protržení hráze ohrožující rodný dům v blízkosti Mekongu je další důležitou součástí románu. Ovšem převažujícím tématem románu je bláznivá láska mladé patnáctileté dívky a jejího o dvanáct let staršího čínského milence. Knížka končí naloděním  a návratem dívky do Francie. Posledním pohledem na auto svého milence, který se za ní dívá, aniž by ho ona mohla spatřit.
V roce 1992 byla do kin uvedena stejnojmenná filmová adaptace. Jejím autorem je Jean-Jacques Annaud.